# Monastère de Daphní
Le monastère de Daphni ou Dafni (en grec moderne : Δαφνί) est un monastère byzantin du XIe siècle bâti sur les ruines d’un premier monastère fondé au VIe siècle et situé à 11 km au nord-ouest du centre d’Athènes, à mi-chemin sur la voie sacrée qui conduisait à Éleusis. Il est inscrit au patrimoine mondial de l'UNESCO depuis 1990. Fortement endommagé par un  tremblement de terre en 1999, il est resté fermé durant deux décennies de travaux de restauration, mais est rouvert au public depuis 2018.

## Histoire
Situé à mi-chemin sur la voie sacrée qui menait d’Athènes à Éleusis, le monastère est construit près d’un bois de lauriers sur l’emplacement de l’ancien temple d'Apollon Daphnios dont vient son nom (daphné en grec signifiant « laurier »). Ce temple fut détruit vers 395 après la fermeture des temples païens décrétée par les empereurs Théodose, pour l’empire d'Orient, et Gratien, pour l’empire d'Occident, et fut probablement saccagé par les Goths. Ce premier sanctuaire était construit dans l'ordre ionique. La seule colonne subsistante de cet ancien temple a été utilisée lors de la construction du monastère ; les autres furent emportées en Grande-Bretagne par Lord Elgin,.
Un premier monastère chrétien fut érigé sur le même site au VIe siècle. Entouré de hauts murs de protection formant un plan quadrangulaire, le katholikon*  était constitué par une basilique à trois nefs située dans le centre du périmètre. Sur le côté nord-est des murs, une construction à deux étages abritait les cellules des moines. Une salle de réception et une deuxième série de cellules étaient situées sur le côté nord . Ce premier monastère, dédié à la Vierge Marie, fut abandonné lors des invasions slaves des VIIe siècle et VIIIe siècle.
Un deuxième monastère, beaucoup plus imposant, devait être érigé aux XIe siècle-XIIe siècle alors que l’empire retrouvait son lustre et sa puissance sous Alexis Ier Comnène. On ignore la date exacte de sa construction de même que la période où furent produites les décorations murales. Toutefois, on sait que le monastère existait déjà en 1048, puisqu’un certain Dionysios, « moine et prêtre du monastère de Daphné » signa le typikon* de la confrérie des monastères de Daphni, d'Osios Loukas et Nea Moni de Chios. C’est ce monastère qui est parvenu jusqu’à nous, même si les autres édifices du complexe ont disparu. Ce nouveau complexe comportait une église octogonale, un réfectoire et une chapelle pour le cimetière. L’ancienne église fut complètement démolie, sauf les murs extérieurs et les cellules qui furent intégrés au nouveau complexe. Le monastère était dédié à la Dormition de la Mère de Dieu (Koimisi tis Theotokou).
Après sa reconstruction, le monastère fut fréquemment endommagé soit par des tremblements de terre, soit par des invasions. Il fut ainsi mis à sac par les croisés francs en 1205 après la conquête de Constantinople et fit partie des territoires attribués à Othon de la Roche, nouveau duc d’Athènes. Celui-ci le donna en 1211 aux moines Cisterciens venus de l’abbaye de Bellevaux en France, lesquels ajoutèrent un cloître ainsi que les arches jumelles de la façade dans le style gothique qui leur était familier. Il devait subsister comme monastère cistercien pendant 250 ans ; Othon de la Roche et Gautier de Brienne y furent enterrés,.
Après la conquête de l’Attique par les Ottomans en 1458 et la visite de Mehmed II à Athènes, le duché d'Athènes fut aboli et les moines quittèrent le monastère qui fut remis à l’Église orthodoxe. Des moines y revinrent au cours du XVIe siècle et y apportèrent diverses modifications. 
Au cours de la guerre d’indépendance (1821), le monastère fut occupé par les autorités civiles qui s’en servirent comme casernes. En 1838-1839, les troupes bavaroises y établirent leur camp, puis il fut utilisé comme asile d’aliénés de 1883 à 1885. Deux tremblements de terre en 1889 et 1897 firent des dommages importants,.

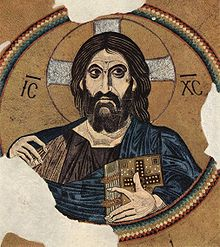
Le Christ Pantocrator, dans l’abside.

Les premières excavations du site furent entreprises en 1892. Des travaux de restauration eurent lieu sous l’égide de la Société archéologique grecque : des artisans italiens nettoyèrent les mosaïques alors que l’on reconstruisait la partie ouest du narthex* ainsi que le dôme. En 1920, la structure fut renforcée et des travaux d’excavation de l’ancien temple d’Apollon furent entrepris de 1936 à 1939. Des travaux de plus grande ampleur ont suivi de 1955 à 1957 sous l’égide du département de la Restauration du ministère de la Culture : l’église fut restaurée, le cloître réparé et les mosaïques à nouveau nettoyées. Un nouveau tremblement de terre en 1999 vint réduire ces efforts à néant et le monastère dut être fermé pour deux décennies. Il est rouvert au public depuis 2019,. 
En 1990, le monastère de Daphni, ainsi que ceux d’Osios Loukas  près de Delphes et de Nea Moni à Chios furent mis au nombre des sites du Patrimoine mondial de l’UNESCO en raison de leur importance historique et architecturale.

## Architecture

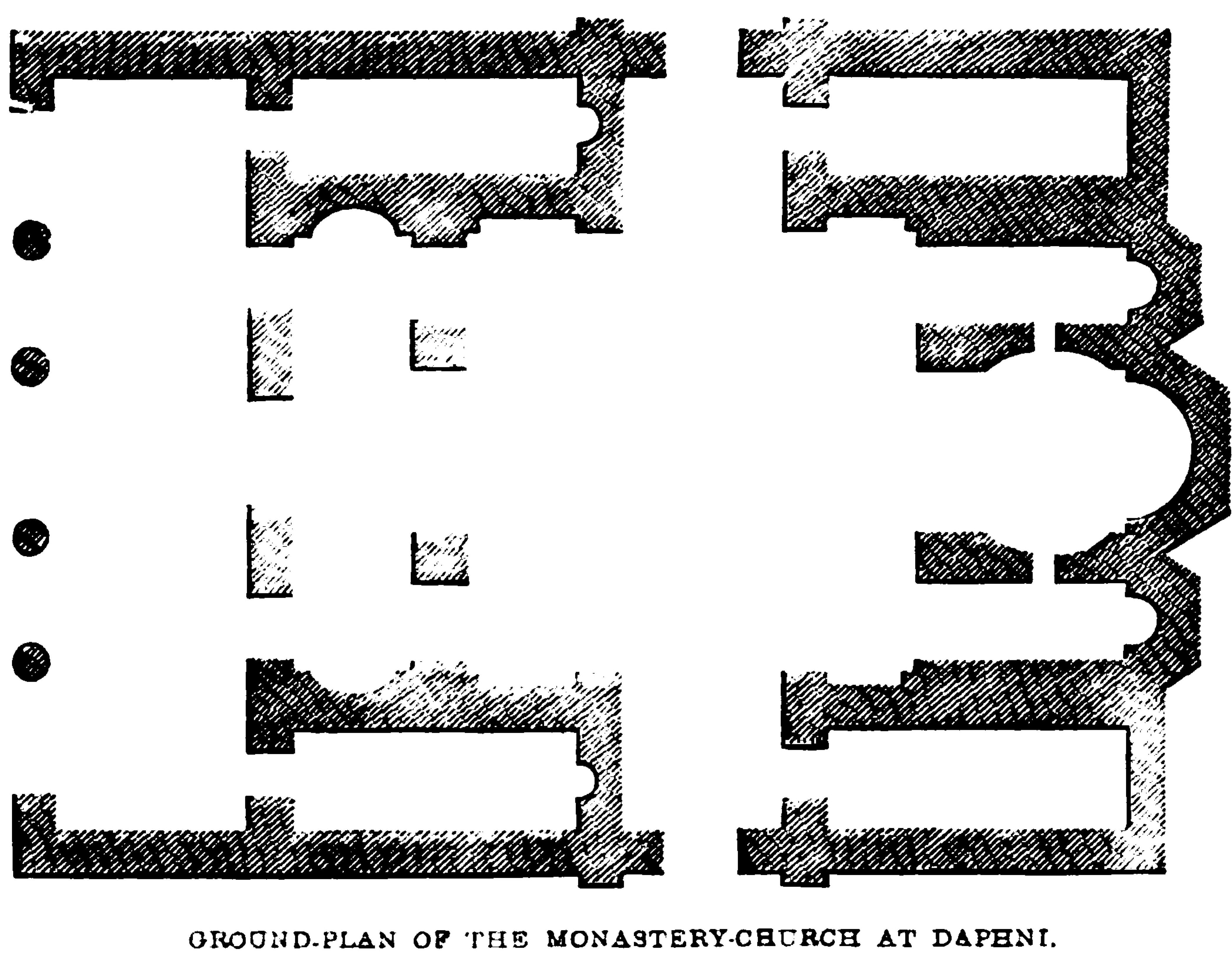
Plan du monastère de Daphni.

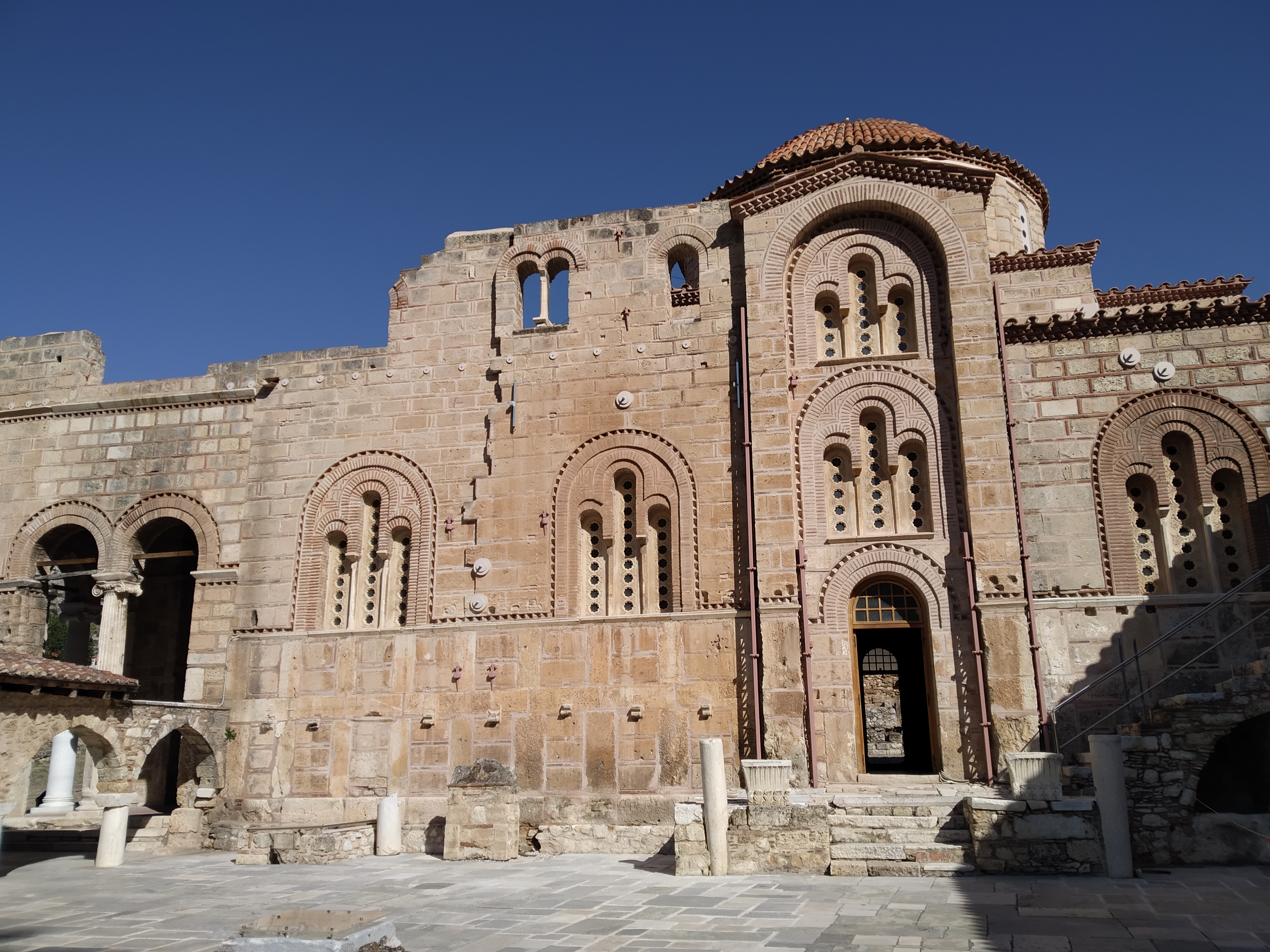
Cour du monastère de Dafni.

L’architecture du monastère est aussi impressionnante que simple avec le haut tambour* de la coupole qui se détache dès l’approche des hauts murs fortifiés. Le plan de l’église est du type « à croix inscrite »*, fréquente au temps de l’Empire byzantin. Les murs étaient particulièrement renforcés en raison du danger d’attaques, puisque le monastère était situé à l’extérieur de la ville. Le carré central s’allonge en forme de rectangle par l’extension du narthex* et de l’exonarthex* du côté ouest. 
L’extérieur de l’église est de style « cloisonné » très en vogue au cours de la période du Moyen Empire byzantin. Il consiste en blocs de pierre rectangulaires séparés ou entourés des quatre côtés par de la brique. Les fenêtres sont isolées des murs par des cadres arqués également faits de briques. Le contraste entre la couleur pâle des blocs de pierre, le rouge des briques autour des fenêtres et l’orange du toit donne à l’ensemble une élégance raffinée.
Au nord de l’église se trouve le réfectoire, édifice rectangulaire se terminant par une abside* également décorée de fresques. Environ 100 mètres plus loin se trouve le cimetière du monastère et la chapelle de saint Nicolas construite au IXe siècle.

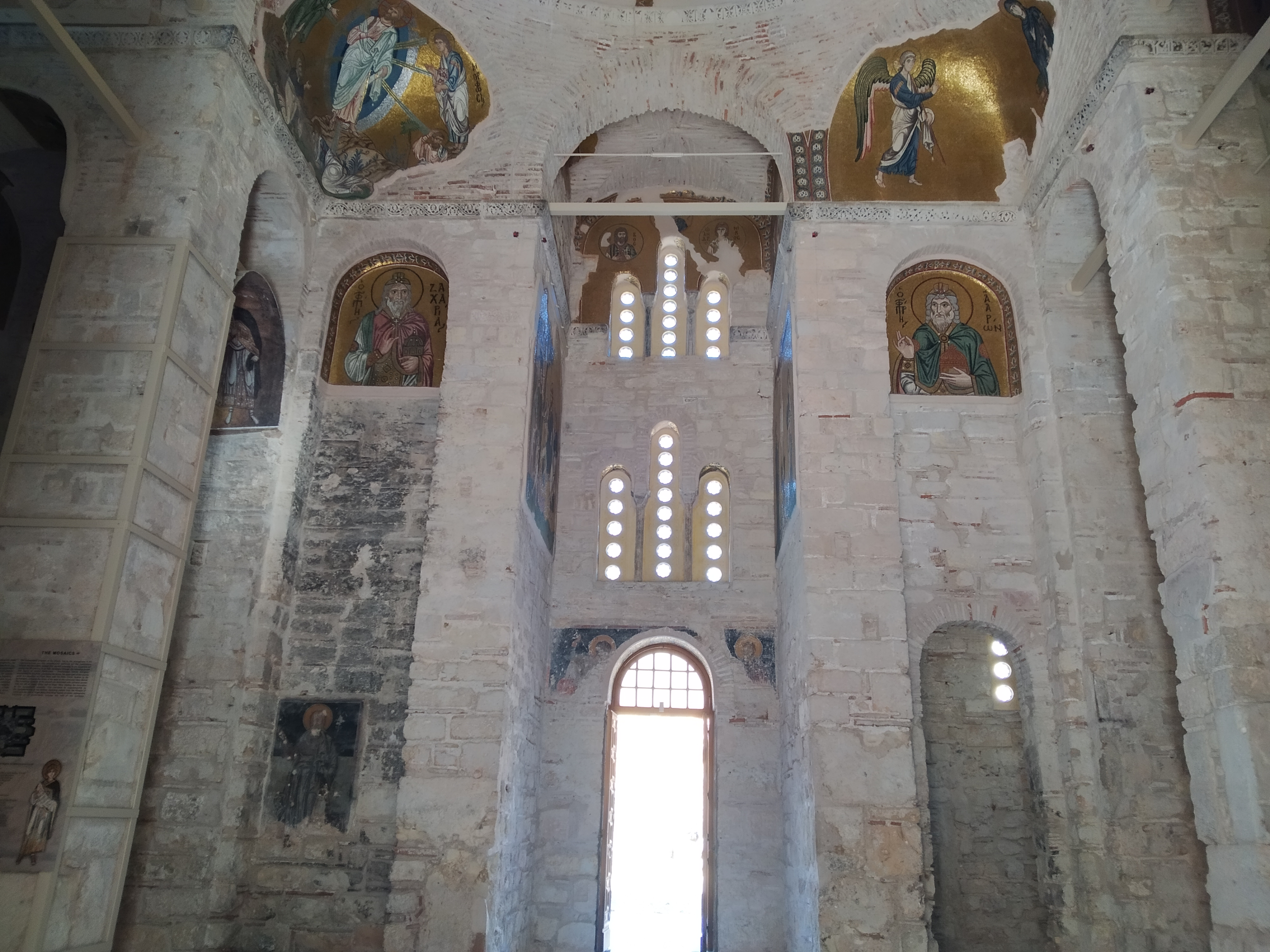
Monastère de Dafni, entrée.
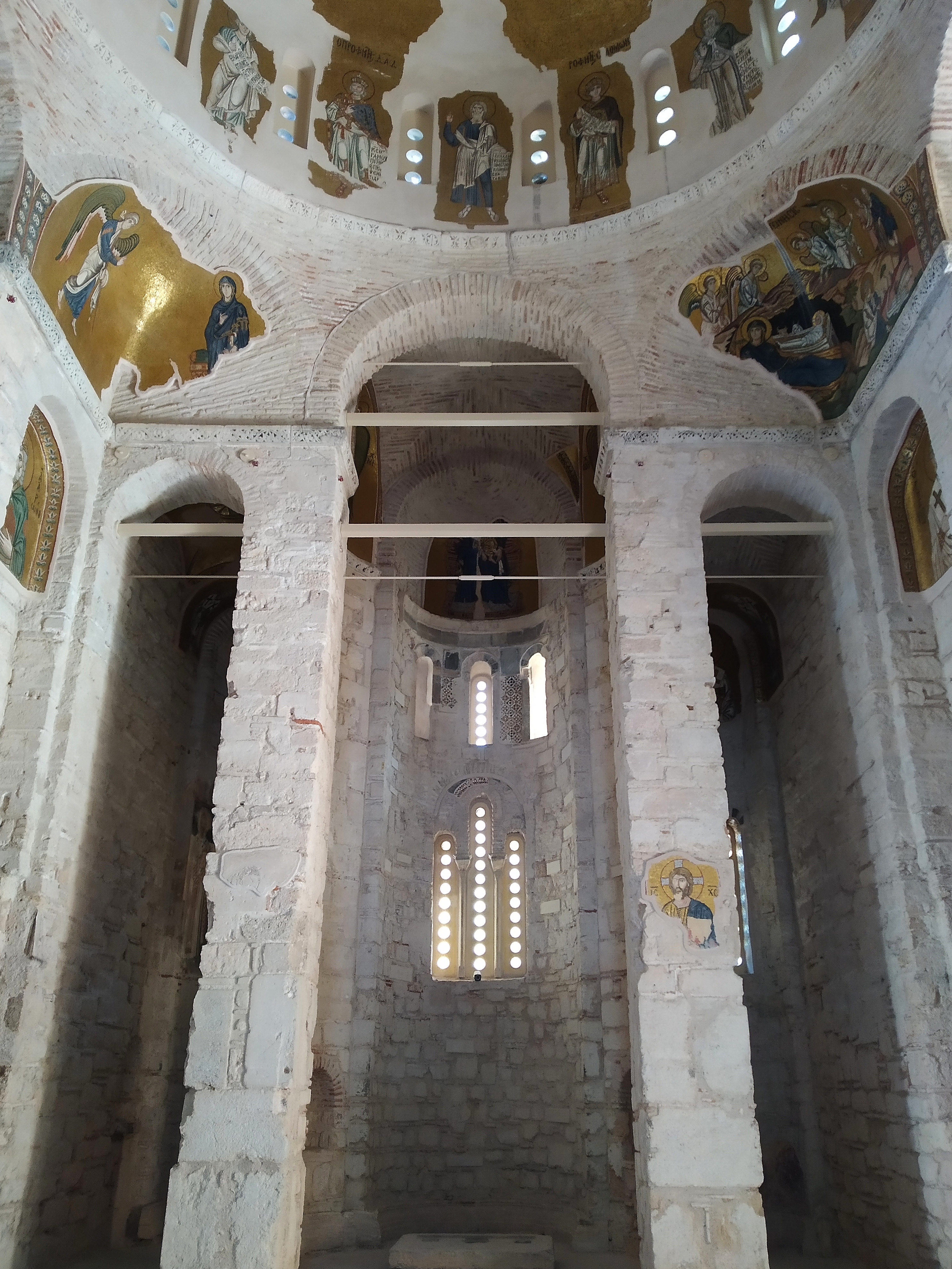
Abside.
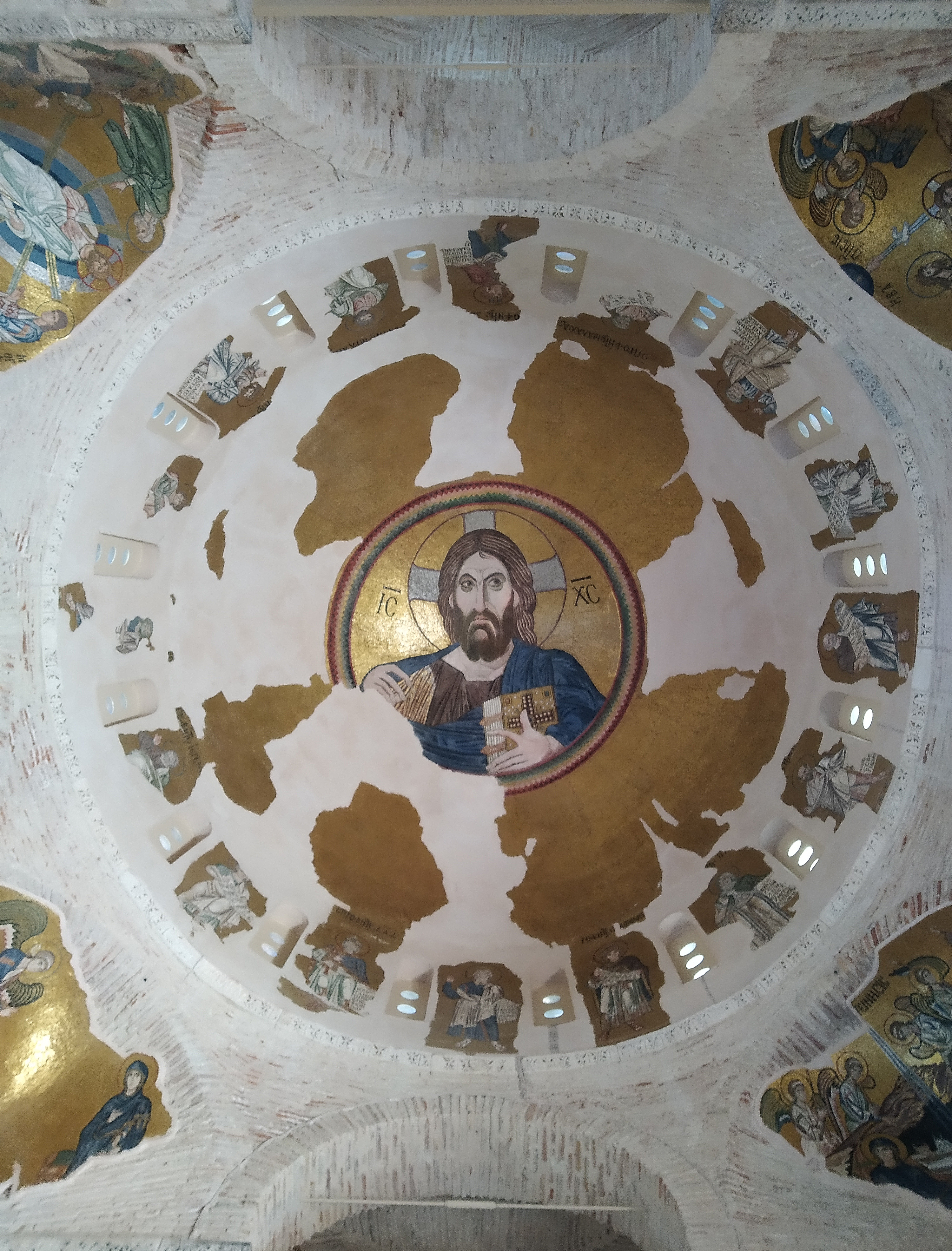
Coupole et Christ Pantocrator.

## Les mosaïques

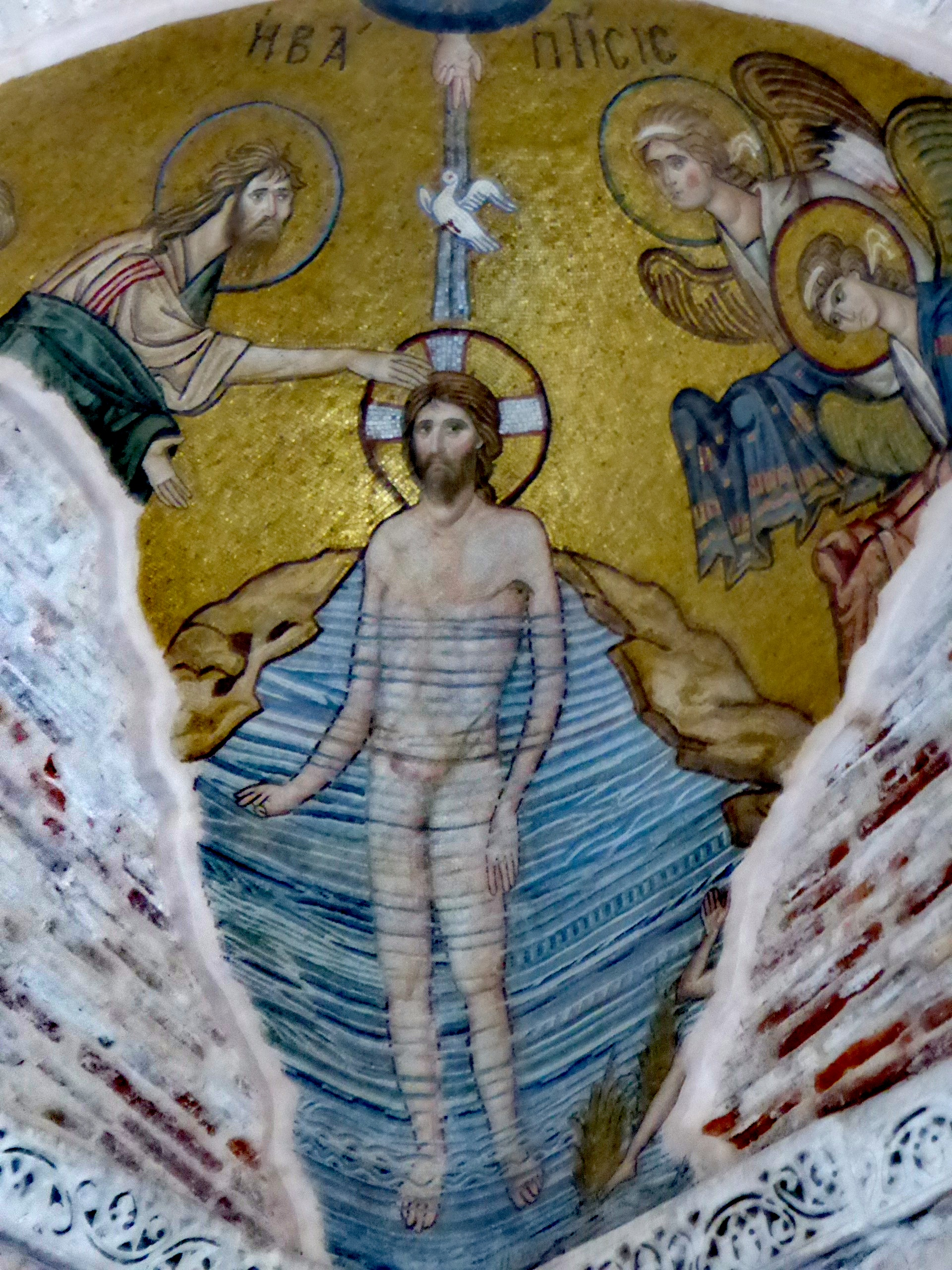
Le Baptême de Jésus.

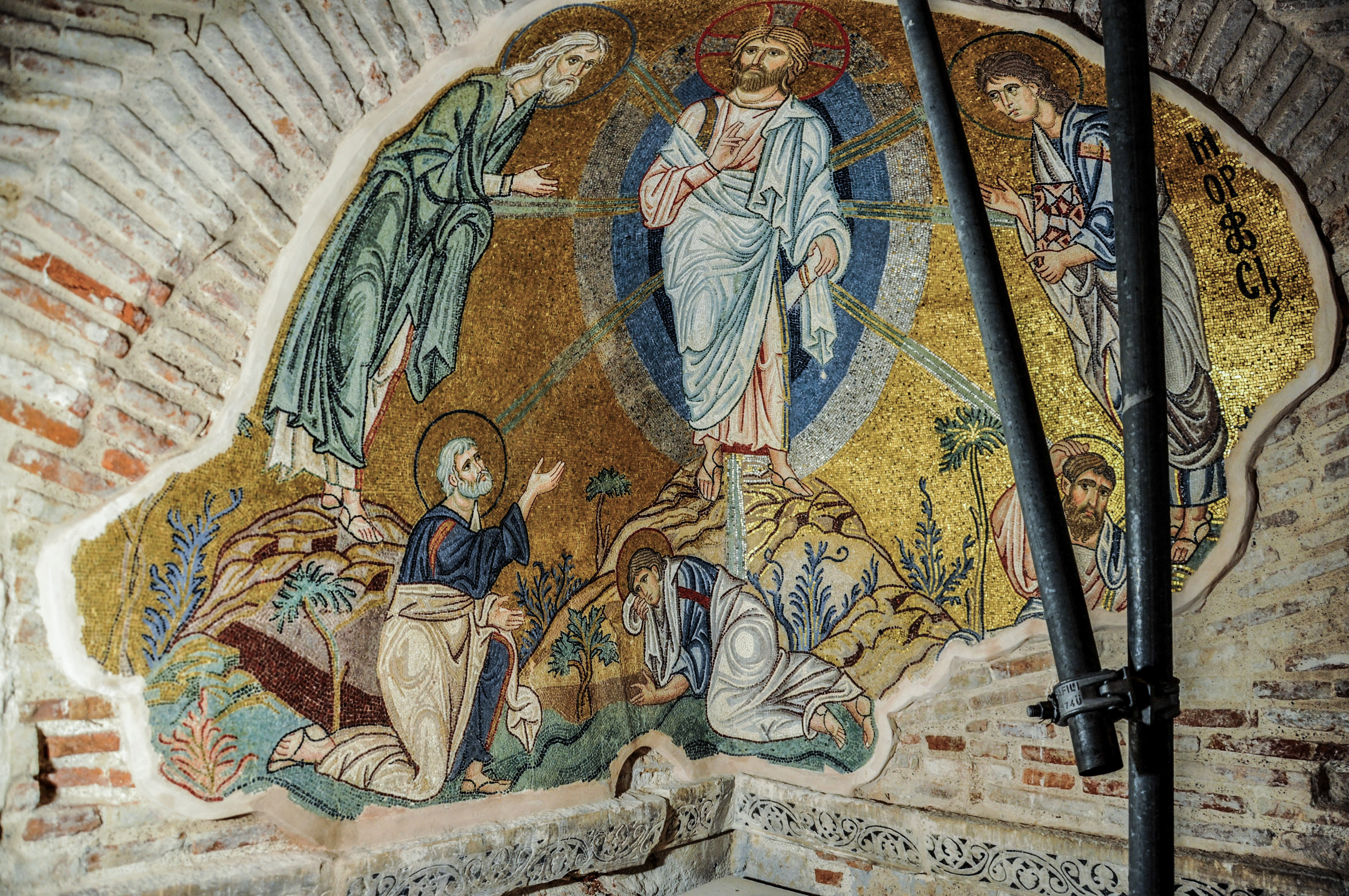
Transfiguration du Christ.

Les mosaïques subsistantes constituent la plus remarquable collection de mosaïques de la fin du XIe siècle représentant l’idéalisme classique du moyen Empire byzantin dans le sud de la Grèce. Elles se trouvent dans le catholicum, l'église principale dédiée à la Dormition de la Vierge. Le programme iconographique, comme pour le Monastère Nea Moni de Chios, reproduit le schéma, devenu quasi canonique à l'ère post-iconoclaste.
Outre le Christ Pantocrator* qui trône dans le dôme de l’abside, on retrouve des scènes de la vie de Jésus et de la Vierge ainsi que divers personnages : archanges, prophètes, saints, martyrs et évêques. Leur position et arrangement dans le dôme, les traverses, le sanctuaire et l’exonarthex se conformaient à la conception byzantine en fonction de laquelle une église était le symbole de l’univers chrétien et devait refléter la splendeur du paradis. Dès lors, les personnages les plus importants se retrouvent dans le dôme et l’abside, alors que les autres scènes vont des plus importantes au moins importantes du point de vue religieux.
La principale représentation est celle du Christ Pantocrator* du dôme dont l’expression a été rendue encore plus sévère par les travaux de restauration de 1889-1897. Suivant la coutume des églises orthodoxes, viennent ensuite, d’après leur degré de sainteté, les représentations situées dans le cul-de-four* de l’abside* et les trompes qui soutiennent le dôme, des représentations de la Vierge et l’Enfant (aujourd’hui en partie perdues) et des grandes fêtes du Dodécaorton* : l’Annonciation, la Nativité, le Baptême de Jésus et la Transfiguration. On y remarque particulièrement comment l’artiste a utilisé à son profit la forme concave des trompes : les anges semblent s’adresser directement à la Vierge et la grotte de la nativité s’incurve derrière la mangeoire où repose l’Enfant-Jésus entouré des animaux .

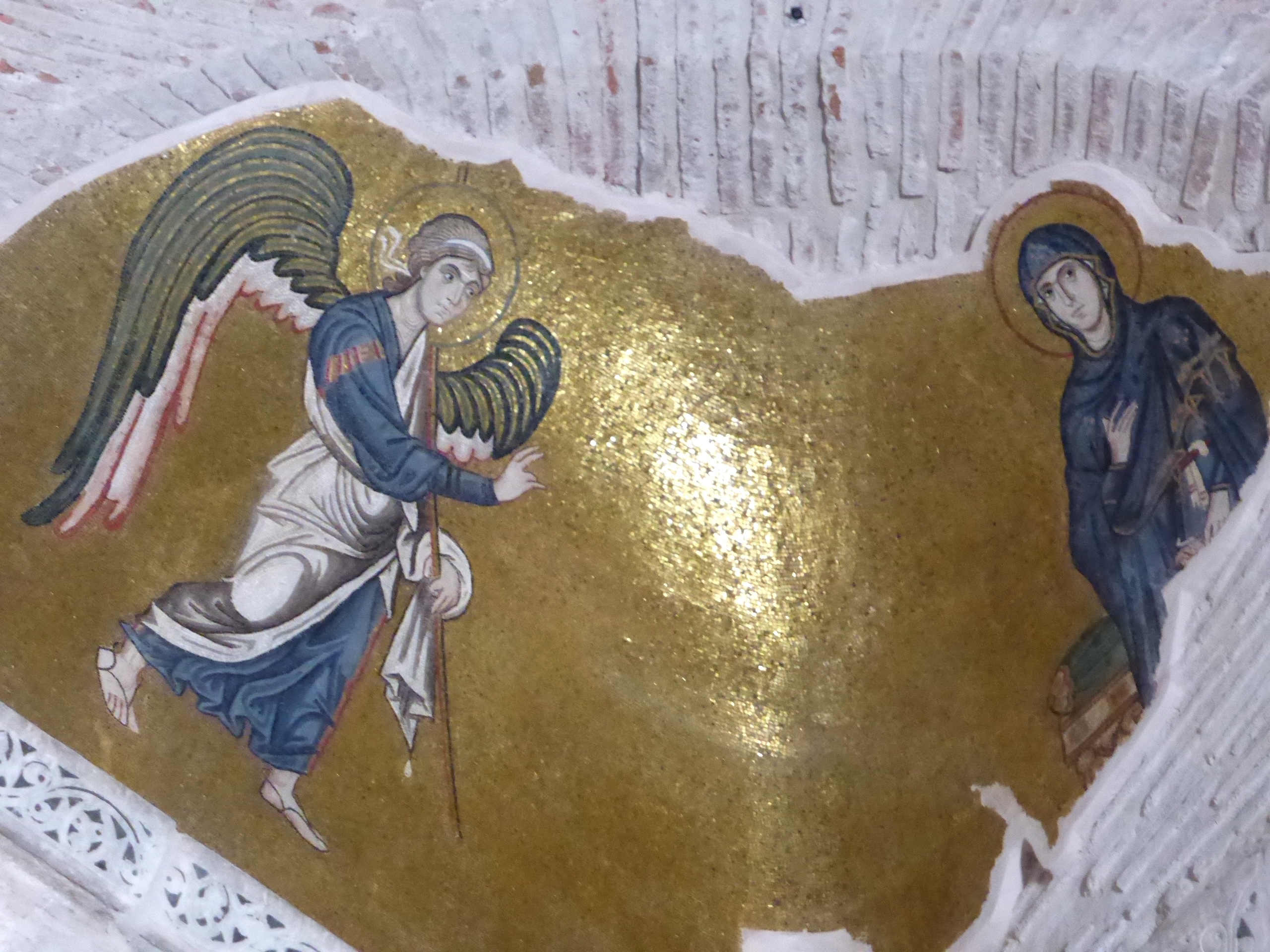
L’Annonciation :  Marie et l'archange Gabriel.
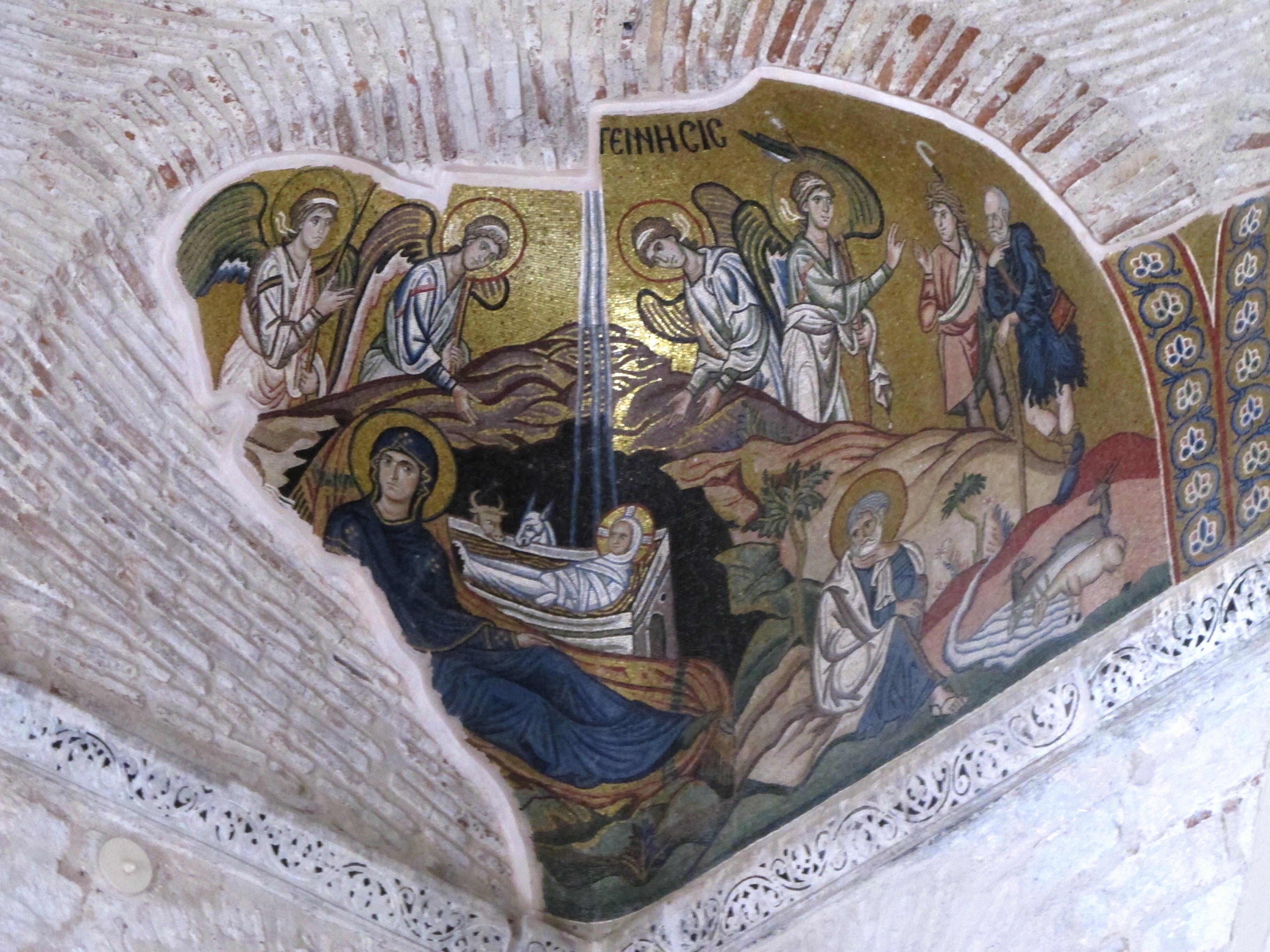
La Nativité de Jésus.

Le Bain de la Vierge enfant.

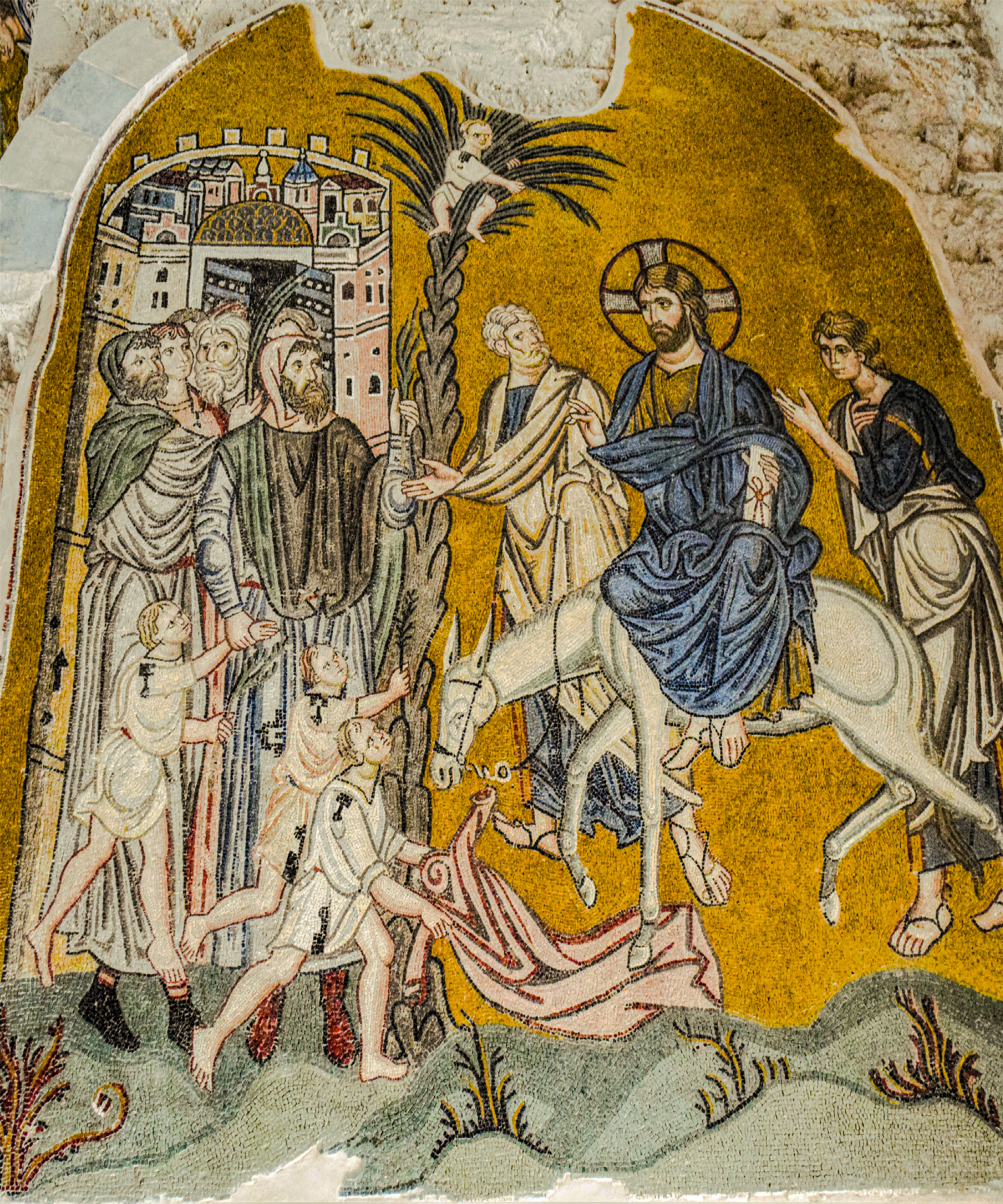
Mosaïque de l’Entrée triomphale à Jérusalem.

Tout près du dôme dans les bras nord et sud du katholicon* on retrouve d’autres grandes fêtes du Dodécaorton* : Naissance de la Vierge, Adoration des rois mages, Présentation au Temple, Résurrection de Lazare, Crucifixion et la Descente aux Enfers. Encore plus bas, et par conséquent de moindre importance, on retrouve, dans les niches et au-dessus des soffites* des arches, des saints ou des figures de l’Ancien Testament. Dans le narthex* le style des mosaïques est plus libre et plus « narratif ». Un côté se concentre sur des scènes de la vie de la Vierge comme sa présentation au Temple, l’autre nous présente des scènes de la vie de Jésus qui ne font pas partie du Dodécaorton* comme le Lavement des pieds, la Trahison de Judas et la Dernière Cène.
L’artiste inconnu qui a créé ces œuvres a utilisé un large éventail de tessères* de verre, d’argent et d’or. La couleur vive des tessères* d’or et le brillant des couleurs variées des tessères* de verre alliés aux qualités de style de ses mosaïques les rendent uniques . Cette richesse de couleurs ainsi que l’élégance avec laquelle sont représentés les personnages et le drapé de leurs vêtements contrastent avec l’approche plus sévère et moins décorative que l’on retrouve à Hagios Lukas et correspondent davantage à la période « hellénistique » de l’art byzantin .
À titre d’exemple, l’on peut voir dans les pendentifs* quatre scènes de la vie de Jésus. La Crucifixion comporte trois personnages (le Christ sur la croix, la Vierge et saint Jean de part et d’autre de la croix) disposés de façon à former un triangle se détachant sur un fond d’or. Chaque personnage est traité de façon individuelle tout en s’harmonisant avec les deux autres. Cette disposition symétrique est semblable à celle qu’utilisaient les sculpteurs grecs pour les personnages figurant sur les frontons de leurs temples. Le personnage de saint Jean est représenté penché, le poids du corps reposant sur une jambe, trait classique de la sculpture grecque. Le corps du Christ est représenté d’une façon classique et athlétique, mais contrairement à la sculpture grecque l’anatomie ne rend pas compte de la réalité. Les figures de la Vierge et de saint Jean ont la planéité et les traits lourds du style byzantin tout en reflétant le calme des statues grecques.
Le monastère de Daphni illustre une période qui vit une renaissance de la culture et de l’art, en même temps qu’un retour à la tradition classique. D’une part, les personnages sont représentés de façon plus naturelle et s’intègrent plus aisément dans leur environnement qu’aux périodes précédentes; d’autre part, les figures demeurent dématérialisées, austères et vides d’expression. Les corps lourds et rigides conservent les caractéristiques que l’on retrouve souvent dans les icônes représentant des évêques, des moines et des martyrs.
Mais ce qui distingue les mosaïques de Daphni  des autres mosaïques des XIe siècle et XIIe siècle est le sens de la perspective, le style et les gestes des personnages, leur modelé empreint de simplicité  et la splendeur des couleurs mise en valeur par les tessères d’or et d’argent utilisés comme fonds de scène. Elles représentent ainsi un trésor unique de l’art byzantin de cette période.

## Glossaire
Abside : Partie saillante en demi-cercle d'un bâtiment monumental. Dans les églises chrétiennes, elle termine le chœur soit par un hémicycle, soit par des pans coupés ou par un mur plat.
Christ Pantocrator (en grec ancien, « Tout puissant ») : représentation artistique de Jésus Christ dans son corps glorieux par opposition aux représentations plus humaines du Christ souffrant la Passion sur la Croix, ou celle de l'Enfant-Jésus.
Croix-inscrite : forme architecturale très en vogue dans l'Empire byzantin, elle est centrée autour d'un naos divisé en neuf baies par quatre colonnes de pierre, la baie centrale étant généralement plus grande que les huit autres et couronnée par un dôme.
Cul-de-four : voûte en forme de quart de sphère, rappelant la forme du four à pain, utilisée dès l'Antiquité et jusqu'à la fin de la période romane pour couvrir les absides.
Dodecaorton : les douze grandes fêtes du calendrier liturgique orthodoxe.
Exonarthex : dans l’architecture byzantine, certaines églises ont un narthex constitué d’une partie intérieure ou esonarthex et d’une partie extérieure ou exonarthex précédant l'atrium.
Katholicon (en grec moderne : καθολικόν) : la principale église ou le principal bâtiment d'une église d'un monastère orthodoxe.
Narthex (aussi appelé avant-nef, vestibule ou antéglise) : portique interne ménagé à l'entrée de certaines églises paléochrétiennes ou médiévales ; il fait transition entre l'extérieur et l'intérieur, le profane et le sacré.
Pendentif : section triangulaire d’une voûte hémisphérique laissée entre les pénétrations, dans cette voûte, de deux berceaux semi-cylindriques et de la base d'une coupole ; ils permettent de suspendre une coupole circulaire sur quatre piliers autour d'un espace de plan carré.
Soffite : généralement le dessous d'un ouvrage suspendu placé en saillie, dessous d'une corniche, d'une architrave ou d'un larmier.
Tambour : construction cylindrique ou polygonale supportant, à sa base, un dôme ou une coupole.
Tessère (ou tesselle) : fragment de pierre généralement cubique, recouvert de verre, d’argent ou d’or, servant dans la composition d’une mosaïque.
Trompe : Portion de voûte tronquée ou demi-dôme formant support d'un ouvrage (voûte, coupole, tourelle, etc.) en surplomb, permettant de changer de plan d'un niveau à l'autre.
Typikon (grec moderne : τυπικόν, typikon, « cérémonial, rituel », pl. typika) : dans les Églises d’Orient, rituel contenant les instructions sur l'ordonnancement et les hymnes de l'office divin, sous forme d'un calendrier perpétuel.